# Vavoom!
Vavoom! è il quarto album in studio del gruppo musicale statunitense The Brian Setzer Orchestra,  pubblicato il 1º agosto 2000 dalla Interscope Records.

## Tracce
1. Pennsylvania 6-5000 – 3:04 (Jerry Gray, Bill Finegan, Carl Sigman, Brian Setzer, Mike Himmelstein)
2. Jumpin' East of Java – 3:02 (Brian Setzer)
3. Americano – 3:02 (Renato Carosone, Nicola "Nisa" Salerno, Brian Setzer, Mike Himmelstein)
4. If You Can't Rock Me – 2:39 (Brian Setzer)
5. Gettin' In the Mood – 3:11 (Wingy Manone, Joe Garland, Andy Razaf, Brian Setzer, Mike Himmelstein)
6. Drive Like Lightning (Crash Like Thunder) – 4:11 (Brian Setzer, Mark Winchester)
7. Mack the Knife – 2:48 (Kurt Weill, Bertolt Brecht, Marc Blitzstein)
8. Caravan – 2:25 (Duke Ellington, Juan Tizol, Irving Mills)
9. The Footloose Doll – 3:52 (Brian Setzer)
10. From Here to Eternity – 2:53 (Brian Setzer, Rick Bell)
11. That's the Kind of Sugar Papa Likes – 2:19 (Brian Setzer)
12. 49 Mercury Blues – 2:50 (Brian Setzer)
13. Jukebox – 3:10 (Brian Setzer)
14. Gloria – 3:52 (Esther Navarro)

## Classifiche
| Classifica (2000) | Posizione massima |
| ----------------- | ----------------- |
| Stati Uniti       | 62                |